# Supernatural (13.ª temporada)
A décima terceira temporada de Supernatural, uma série de televisão americana de fantasia e terror criada por Eric Kripke, foi anunciada oficialmente pela emissora The CW em 8 de janeiro de 2017, estreou no dia 12 de outubro de 2017 e foi concluída em 17 de maio de 2018, contando com 23 episódios. A temporada foi produzida pela Warner Bros. Television e Wonderland Sound and Vision, com Andrew Dabb e Robert Singer como showrunners, sendo essa a segunda temporada no comando deles. A temporada foi ao ar na temporada de transmissão de 2017-18 às noites de quinta-feira às 20h00, horário do leste dos EUA.
Esta temporada é a primeira a não apresentar Mark A. Sheppard como Crowley no elenco principal desde sua promoção na décima temporada bem como também é a primeira a apresentar Alexander Calvert como o Nephilim Jack, cujo personagem foi introduzido no final da décima segunda temporada.
Esta temporada contou com um episódio piloto para uma possível série de televisão spin-off chamada Wayward Sisters, estrelada por Kim Rhodes como Xerife Jody Mills, Briana Buckmaster como Xerife Donna Hanscun, Kathryn Newton como Claire Novak, Katherine Ramdeen como Alex Jones, Clark Backo como Patience Turner e Yadira Guevara-Prip como Kaia Nieves. Mais tarde, o spin-off acabou não sendo selecionado para seguir em frente como uma série própria. A temporada também apresentou um episódio crossover com Scooby-Doo, intitulado Scoobynatural.
A décima terceira temporada estrela Jared Padalecki como Sam Winchester, Jensen Ackles como Dean Winchester, Mark Pellegrino como Lucifer, Alexander Calvert como Jack Kline e Misha Collins como Castiel.

## Enredo
Dean e Sam estão cambaleando com a perda de tantos aliados e membros da família e sua nova responsabilidade de 'criar' Jack, com Sam disposto a dar uma chance ao menino, enquanto Dean fica imediatamente preocupado com sua herança. No outro mundo, Lúcifer mantém Mary viva como refém para trocar por seu filho quando ele voltar para casa, mas se vê confrontado pelo Miguel de lá, que matou seu Lúcifer e venceu a guerra. Embora Dean fique cada vez mais amargo com as perdas recentes, ele ganha um novo senso de esperança quando Jack involuntariamente traz Castiel de volta à vida. As coisas se complicam quando é revelado que o Homem de Letras Arthur Ketch escapou da morte por meio de um feitiço que recebeu de Rowena.

## Elenco e personagens
| - Jared Padalecki como Sam Winchester - Jensen Ackles como Dean Winchester / Michael - Mark Pellegrino como Lucifer - Alexander Calvert como Jack Kline - Misha Collins como Castiel | - Loretta Devine como Missouri Moseley - Jim Beaver como Bobby Singer - Felicia Day como Charlie Bradbury do Mundo do Apocalipse |

### Participações
- Samantha Smith como Mary Winchester
- Ruth Connell como Rowena MacLeod[9]
- Osric Chau como Kevin Tran do Mundo do Apocalipse
- Kim Rhodes como Jody Mills
- Briana Buckmaster como Donna Hanscum
- Kathryn Newton como Claire Novak
- Katherine Ramdeen como Alex Jones
- Clark Backo como Patience Turner
- Yadira Guevara-Prip como Kaia Nieves / Kaia Sombria
- Christian Keyes como Michael do Mundo do Apocalipse
- Keith Szarabajka como Donatello Redfield
- Courtney Ford como Kelly Kline
- Jeffrey Vincent Parise como Asmodeus
- Lisa Berry como Billie / Morte
- David Haydn-Jones como Arthur Ketch
- Danneel Ackles como Irmã Jo / Anael[10]
- Brendan Taylor como Doug Stover
- Richard Speight Jr. como Gabriel
- Chad Rook como Zachariah
- Erica Cerra como Dumah
- Amanda Tapping como Naomi
- Katherine Evans como Maggie

Notas de elenco
1. ↑  Pellegrino só é creditado nos episódios em que ele aparece.
2. ↑  Calvert só é creditado nos episódios em que ele aparece.
3. ↑  Collins só é creditado nos episódios em que ele aparece.

## Episódios
| N.º na série | N.º na temp. | Título                      | Dirigido por         | Escrito por                        | Exibição original      | Cód. de produção | Audiência (milhões) |
| --- | ------------ | --------------------------- | -------------------- | ---------------------------------- | ---------------------- | ---------------- | ------------------- |
| 265 | 1            | "Lost and Found"            | Phil Sgriccia        | Andrew Dabb                        | 12 de outubro de 2017  | T13.20551        | 2.10                |
| Jack, filho de Lúcifer, parece inseguro de si mesmo e do mundo. Dean tenta atirar nele e ele nocauteia os Winchesters com um grito sônico e sai em busca de seu pai. Ele acaba em uma delegacia de polícia local e parece quase inocente, mas não tem certeza e é incapaz de controlar seu poder. Sam e Dean seguem; Dean insiste em matá-lo, mas Sam vê Jack como apenas uma criança. Enquanto Dean explica o que Jack é para um oficial local, Jack explica que aprendeu inglês com sua mãe e cresceu rapidamente porque ela disse que o mundo era perigoso; ela também disse que Castiel era o pai que o protegeria. Três anjos aparecem querendo usar o poder quase ilimitado de Jack para si próprios. Os Winchesters banem dois deles e matam o terceiro; Jack é esfaqueado no coração no processo, mas não é ferido pela lâmina. Dean concorda em levá-lo para o bunker, mas apenas até que eles encontrem uma maneira de matá-lo. Eles estão sozinhos com Chuck não respondendo às orações. Eles dão a Castiel e Kelly um funeral de caçador, também dizendo adeus a Crowley e Mary, a quem presumem que Lúcifer matou. No mundo alternativo, Lúcifer mantém Mary viva porque ele precisa dela para alguma coisa. |              |                             |                      |                                    |                        |                  |                     |
| 266 | 2            | "The Rising Son"            | Thomas J. Wright     | Eugenie Ross-Leming & Brad Buckner | 19 de outubro de 2017  | T13.20552        | 1.90                |
| No caminho de volta ao bunker, os Winchesters e Jack param em um hotel e são recebidos pelo profeta Donatello. Amara comeu sua alma, mas ele tem feito mentalmente a escolha moral desde então, e ele foi atraído pelo poder de Jack. Jack lê a Bíblia para aprender mais sobre si mesmo e sua família. Percebendo que ele vai precisar de mais proteção, os Winchesters tentam fazer com que ele se proteja com as tatuagens, mas ele reflexivamente ataca o tatuador por machucá-lo e seu corpo cura a tinta. Dean leva isso como prova de que Jack se tornará mau, enquanto Sam pensa que é porque ele não tem controle. Enquanto isso, o último Príncipe do Inferno, Asmodeus, assume o comando do Inferno até que Lúcifer volte, disfarçando-se de Donatello para enganar Jack e libertar os Shedim - as criaturas mais sombrias do Inferno. Os irmãos e o verdadeiro Donatello aparecem, e quando Asmodeus os machuca, uma centelha do poder de Jack o faz fugir. No bunker, Dean admite para Jack que o matará se ele ficar mal. No mundo alternativo, Lúcifer protege Mary, pretendendo trocá-la por Jack quando eles chegarem em casa. Eles encontram uma versão alternativa de Michael, que matou o Lúcifer de seu mundo. Michael é o mais forte dos dois e mantém esse Lúcifer vivo porque ele precisa dele para alguma coisa. |              |                             |                      |                                    |                        |                  |                     |
| 267 | 3            | "Patience"                  | Robert Singer        | Robert Berens                      | 26 de outubro de 2017  | T13.20553        | 1.93                |
| Missouri Mosley (de "Home" da 1ª temporada) chama os Winchesters porque um fantasma com gosto por médiuns está prestes a ir atrás de sua família. Dean e Jody vão proteger seu filho James e sua neta Patience, que não sabe que herdou o dom do Missouri. O fantasma reaparece e mata Missouri, como ela sabia que faria. James revela que cortou sua mãe de sua vida há já muitos anos, pois ele cresceu com medo de que ela fosse morta e também porque ele não pôde perdoá-la depois que sua esposa Tess morreu depois de adoecer, apesar de Missouri dizer que ela ficaria bem. O fantasma ataca Patience na escola e mais tarde a sequestra de casa com a intenção de se alimentar dela lentamente. Em uma visão, Patience vê o fantasma matar seu pai, Jody e Dean. Ela os avisa e Dean mata o fantasma. James e Dean acham que Patience deveria viver uma vida normal, mas Jody diz que é uma escolha de Patience e que sua porta estará aberta se ela precisar de ajuda. Enquanto isso, Sam tenta treinar Jack porque ele o lembra de seus próprios dias viciado em sangue de demônio. Jack não faz nenhum progresso, o que ele considera um sinal de que será mau, já que seus poderes funcionam apenas negativamente. Enquanto os irmãos discutem sobre ele, Jack diz o nome de Castiel; Castiel ouve isso e acorda no Vazio. |              |                             |                      |                                    |                        |                  |                     |
| 268 | 4            | "The Big Empty"             | John Badham          | Meredith Glynn                     | 2 de novembro de 2017  | T13.20554        | 1.82                |
| Um homem é morto por sua esposa morta. Aceitando o caso, Sam convence Dean a deixar Jack se juntar a eles; também tendo convencido Jack a ajudar a salvar Mary se ele conseguir dominar seus poderes. Não há sinais de um fantasma. Uma mulher é então morta por seu filho morto. Ambas as vítimas compartilharam uma terapeuta do luto Mia, a quem os rapazes questionam fingindo ser três irmãos que perderam a mãe. Sam e Dean começam a discutir sobre Mary; e Sam descobre que Mia é uma metamorfa. Mia diz que só ajuda as pessoas fingindo ser seus entes queridos para encerrar a história, e o assassino deve ser seu ex-namorado e companheiro metamorfo, Buddy. Enquanto Sam vai ao endereço de Buddy, Buddy realmente se esgueira no escritório de Mia e nocauteia Dean e Jack. Quando Mia se recusa a matá-los, Buddy se prepara para atirar em Sam quando ele entra na sala. Jack é capaz de usar seus poderes para desviar a bala de Sam e jogar Buddy na parede, permitindo que Sam o mate. Mia na forma de Kelly diz a Jack que até monstros podem fazer o bem. No bunker, Dean dá alguma aprovação a Jack; e quer que Sam continue acreditando que Mary está viva, admitindo que parece não acreditar mais em nada. Enquanto isso, Castiel está no Vazio, um lugar anterior até mesmo a Deus e Amara, onde todos os anjos e demônios dormem para sempre depois de morrer. Castiel é o primeiro na eternidade a acordar. A entidade toma a forma de Castiel e o provoca para voltar a dormir, pois a entidade odeia estar acordada. Castiel se recusa, exigindo sua libertação forçando a entidade a mandá-lo de volta à Terra, onde este se alegra por estar voltando à vida. |              |                             |                      |                                    |                        |                  |                     |
| 269 | 5            | "Advanced Thanatology"      | John Showalter       | Steve Yockey                       | 9 de novembro de 2017  | T13.20555        | 1.71                |
| Dois adolescentes exploram um asilo abandonado e um deles é morto. O sobrevivente, Shawn, não consegue falar devido ao trauma ao usar uma máscara médica. Os irmãos ficam com o caso. Dean insiste que vai ficar bem, mas claramente não está. Ele não consegue fazer Shawn falar. Sam descobre que o médico do asilo costumava lobotomizar seus pacientes e, no dia seguinte, Shawn desaparece. No asilo, Dean queima as máscaras que destroem o médico, mas o local continua assombrado. Dean se mata para descobrir onde estão os corpos dos pacientes. Shawn foi possuído pela máscara para voltar lá, e o médico o fez se matar. Um Ceifeira relata que Dean está no Véu, e a nova Morte vem para vê-lo: Billie. Como a primeira Ceifeira a morrer depois que Dean matou a velha Morte, ela aceitou o trabalho, querendo informações sobre como o buraco para o outro universo se abriu. Ela vê os Winchesters como importantes para o universo com trabalho a fazer. Ela deixa os fantasmas seguirem em frente e envia Dean de volta, declarando que suas escolhas decidem como ele morre. Dean admite a Sam que precisa de uma vitória, e eles se reencontram com Castiel. |              |                             |                      |                                    |                        |                  |                     |
| 270 | 6            | "Tombstone"                 | Nina Lopez-Corrado   | Davy Perez                         | 16 de novembro de 2017 | T13.20556        | 1.89                |
| Depois de conhecer Castiel, Jack encontra um caso em Dodge City, Kansas. Dean adora todo o material da cena ocidental. Um deputado local é morto e seu tio Joe, outro oficial, jura vingança. Questionando o agente funerário local, Athena, Sam percebe que eles estão lidando com um ghoul, que Dean reconhece como tendo o rosto do famoso fora-da-lei Dave Mather. Dave rouba um banco para que Athena possa se dar ao luxo de estudar na Califórnia, ela não tem ideia do que Dave realmente é. Os irmãos, Castiel e Jack entram em um tiroteio com Dave; Jack o ataca com poder, mas acidentalmente mata um guarda de segurança do banco, enquanto Dave escapa. Castiel não pode curar o guarda. Dean e Joe investigam o cemitério local onde Dave capturou Athena. Dean o distrai para que Joe possa atirar em sua cabeça. Dean faz Joe culpar Dave pela morte do guarda. No bunker, apesar dos outros três dizerem que foi um acidente, um Jack retraído acredita que ele é um monstro e vai acabar machucando os outros, então ele deve ir embora; empurrando-os para trás e teletransportando-se para longe. |              |                             |                      |                                    |                        |                  |                     |
| 271 | 7            | "War of the Worlds"         | Richard Speight, Jr. | Eugenie Ross-Leming & Brad Buckner | 23 de novembro de 2017 | T13.20557        | 1.24                |
| Castiel informa Sam e Dean que ele tem um encontro com um anjo sobre Jack, mas diz que precisa ir sozinho. Asmodeus é incapaz de sentir Jack e é informado de que os Winchesters não o têm mais. No mundo alternativo, Michael leva a maior parte da graça de Lúcifer, usando seu Kevin Tran para criar um portal para a terra de Lúcifer. Em vez disso, Lúcifer escapa e o portal se fecha. Lúcifer chega na hora certa, mas está muito enfraquecido. Enquanto isso, os irmãos notam bruxas sendo mortas. Conversando com um sobrevivente, eles descobrem que o assassino está procurando por Rowena e se parece com Arthur Ketch. Ao capturá-lo, ele afirma ser o irmão gêmeo de Arthur, Alexander, que deu as costas aos Homens de Letras Britânicos. Sam encontra registros de Alexander, mas Dean está cético. Castiel se encontra com o anjo Dumah e fica sabendo que a população de anjos é muito baixa e eles pretendem forçar Jack a criar mais anjos quando o encontrarem. Os anjos tentam capturar Castiel, mas Lúcifer consegue assustá-los. Ele tenta convencer Castiel sobre a ameaça urgente do outro Michael, dizendo que eles precisam do poder de Jack, e ele decide não contar aos Winchesters. Asmodeus então aparece, decidindo que ele é o governante do inferno, capturando os dois. Rastreando Castiel, os irmãos são atacados por demônios, mas são ajudados por Alexander; que finalmente admite que é Arthur. Ele diz que Rowena deu a ele um feitiço para enganar a morte em troca de permitir que ela escapasse após ser capturada pelos Homens de Letras Britânicos alguns anos antes, mas ele precisa de uma recarga, então ele deve encontrá-la, insinuando que ela sobreviveu. Dean ataca, mas Arthur escapa. Asmodeus prende Lúcifer e Castiel e engana os Winchesters fazendo-os pensar que está tudo bem; tendo trabalhado com Arthur o tempo todo. |              |                             |                      |                                    |                        |                  |                     |
| 272 | 8            | "The Scorpion and the Frog" | Robert Singer        | Meredith Glynn                     | 30 de novembro de 2017 | T13.20558        | 1.73                |
| Depois de roubar um feitiço de rastreamento Nephilim de um museu britânico, o demônio Barthamus se oferece para negociá-lo com os Winchesters para encontrar Jack. Em troca, Barthamus pede aos Winchesters que ajudem seus asseclas Smash e Grab a roubar um baú de um homem chamado Luther Shrike. Luther tem o baú de Barthamus em um cofre que apenas Dean pode abrir devido ao seu tempo anterior no Inferno. Os Winchesters concordam relutantemente com o negócio e realizam uma incursão na propriedade de Luther. Durante a invasão, Luther descobre a verdade e mata Grab, um demônio, antes de ser capturado pelos Winchesters. Com a ajuda de Smash, que é uma garota chamada Alice que uma vez fez um acordo com Barthamus e agora é forçada a trabalhar para ele, os Winchesters conseguem recuperar o baú. Para sua surpresa, os Winchesters descobrem que Luther é um homem que uma vez fez um acordo com Barthamus para salvar seu filho, mas acabou sendo traído. O baú contém os ossos humanos de Barthamus, alavanca com a qual Luther pode forçar Barthamus a deixá-lo sozinho. Barthamus mata Luther, mas os Winchesters rejeitam seu acordo devido às ações de Barthamus. Alice mata Barthamus queimando seus ossos, mas o feitiço é destruído com ele. Apesar disso, os Winchesters estão contentes com a forma como as coisas aconteceram quando conseguiram libertar Alice de seu acordo para viver uma vida normal e impedir Barthamus. |              |                             |                      |                                    |                        |                  |                     |
| 273 | 9            | "The Bad Place"             | Phil Sgriccia        | Robert Berens                      | 7 de dezembro de 2017  | T13.20559        | 1.74                |
| Jack se aproxima de um caminhante de sonhos chamado Derek Swan a fim de olhar para a realidade alternativa onde Mary Winchester e Lúcifer estavam presos. Pouco depois, os Winchesters descobrem com a xerife Jody Mills que Derek está morto e Jack aparentemente é o responsável. Os Winchesters rastreiam Jack logo depois que ele ajuda a caminhante de sonhos Kaia Nieves a escapar de uma clínica de reabilitação de drogas. Jack é inocentado pela morte de Derek. Ele revela que tem tentado resgatar Mary da realidade alternativa, mas ele precisa de um caminhante de sonhos para ver o mundo e abrir um portal. Os Winchesters e Jack resgatam Kaia dos anjos enquanto procuram Jack para ajudá-los a repovoar sua espécie. Dean mantém Kaia sob a mira de uma arma, forçando-a a ajudá-los a resgatar Mary. Sob o ataque de anjos, Kaia e Jack combinam seus poderes para abrir um portal, desintegrando os anjos ao mesmo tempo. Devido às visões de Kaia de outra realidade povoada por monstros que ela chama de Lugar Ruim, os Winchesters acabam no Lugar Ruim enquanto Kaia é depositada na beira da estrada, e Jack encontra Mary. Ao mesmo tempo, Patience Turner tem visões dos Winchesters e Jody Mills em grande perigo. Contra a vontade de seu pai, Patience sai para ajudar e avisa Jody que algo terrível está por vir. |              |                             |                      |                                    |                        |                  |                     |
| 274 | 10           | "Wayward Sisters"           | Phil Sgriccia        | Robert Berens & Andrew Dabb        | 18 de janeiro de 2018  | T13.20560        | 1.85                |
| Depois de completar uma caçada ao lobisomem, Claire Novak recebe uma ligação de Jody Mills informando que os Winchesters estão desaparecidos, então ela retorna a Sioux Falls para ajudar na busca. Ao mesmo tempo, os Winchesters permanecem presos no Lugar Ruim, onde são emboscados por uma figura encapuzada que aparentemente pretende usá-los como alimento para um monstro gigante. Trabalhando juntos, Jody, Alex e Claire tentam localizar e resgatar os Winchesters. Elas se juntam a Patience Turner, que avisa sobre uma visão em que Claire morre. Depois de localizar a caminhante de sonhos Kaia Nieves, o grupo é atacado por monstros do Lugar Ruim, fazendo-as perceber que a fenda para o Lugar Ruim ainda está aberta. Com a ajuda de Kaia e da xerife Donna Hanscum, a família de Jody localiza a fenda. Enquanto Claire e Kaia viajam para o Lugar Ruim para resgatar os Winchesters, Jody, Alex, Patience e Donna trabalham juntas para matar vários monstros. Claire e Kaia conseguem resgatar os Winchesters antes que a fenda feche, mas Kaia é morta pela figura encapuzada que é um resultado verdadeiramente inesperado da visão de Patience. No rescaldo, Sam avisa Jody que mais monstros podem ter conseguido atravessar a fenda no momento em que ela foi aberta, enquanto Claire lamenta a morte de Kaia. Enquanto Claire se senta para jantar com sua família e jura vingança contra o assassino de Kaia, outra fenda se abre e a figura encapuzada emerge. A figura encapuzada é revelada como uma versão de realidade alternativa de Kaia. |              |                             |                      |                                    |                        |                  |                     |
| 275 | 11           | "Breakdown"                 | Amyn Kaderali        | Davy Perez                         | 25 de janeiro de 2018  | T13.20561        | 1.93                |
| Em Oshkosh, Nebraska, a sobrinha de Donna Hanscum, Wendy, é sequestrada. Desesperada, Donna contata os Winchesters para obter ajuda, apesar do fato de que parece que eles estão lidando com um vilão humano ao invés de um monstro. Os Winchesters concordam em ajudar Donna e se unir a Donna, seu namorado, o oficial Doug Stover e o agente Clegg do FBI. Clegg identifica o vilão como o Butterfly, um sequestrador em série operando na área nos últimos 12 anos. Com a ajuda de um caminhoneiro, Dean identifica o balconista do posto de gasolina Marlon como participante do sequestro. Marlon revela que as vítimas sequestradas são massacradas e suas partes vendidas online para monstros pelo Butterfly. Clegg é revelado como o Butterfly e sequestra Sam para vender suas partes a monstros. Marlon é revelado ser um vampiro e transforma Doug em um também. Dean e Donna são capazes de usar o sangue de Marlon para curar Doug e forçar Marlon a revelar a localização de Clegg antes de matá-lo. Donna resgata Wendy e mata o cúmplice de Clegg enquanto Dean mata Clegg a tempo de salvar a vida de Sam. Na sequência, Doug fica apavorado com a descoberta de um mundo de monstros e termina com Donna. Sam exibe uma visão sombria da vida, acreditando que os Winchesters e qualquer pessoa de quem eles se aproximam sofrerão um fim terrível. |              |                             |                      |                                    |                        |                  |                     |
| 276 | 12           | "Various & Sundry Villains" | Amanda Tapping       | Steve Yockey                       | 1 de fevereiro de 2018 | T13.20562        | 1.68                |
| Dean cai sob um feitiço de amor lançado por Jaime Plum, uma bruxa que trabalhava com sua irmã Jennie Plum para roubar o Grimoire Negro, o livro de feitiços que os Winchesters tiraram da Família Loughlin. Embora as Plums consigam roubar o livro, Rowena aparece inesperadamente para ajudar, apesar de ter sido considerada morta por meses. Rowena revela que ela foi ressuscitada novamente pelo feitiço de precaução que ela colocou em prática, mas levou muito tempo para se recuperar de sua morte. Rowena está procurando o Grimoire Negro, pois ele contém um ritual que permitirá que ela remova a ligação mágica colocada sobre ela pelo Grande Coven e recupere todos os seus poderes. Em particular, Rowena admite a Sam que viu a verdadeira face de Lúcifer e está com medo de seu retorno inevitável. Depois de roubar o Grimorie Negro, as Plums tentam usá-lo para ressuscitar sua falecida mãe, mas só conseguem trazê-la de volta como um zumbi. Juntos, os Winchesters e Rowena derrotam as irmãs Plums e recuperam o Grimoire Negro. Embora os Winchesters mantenham o livro, um simpático Sam permite que Rowena pegue a página com o ritual de que ela precisa e Rowena é capaz de restaurar todos os seus poderes. Ao mesmo tempo, Castiel e Lúcifer formam uma aliança para escapar da custódia de Asmodeus. Embora tenham sucesso, Castiel se recusa a confiar em Lúcifer ou a desistir de parte de sua graça a ele. Castiel ataca Lúcifer com uma lâmina de anjo, causando-lhe dano em seu estado de fraqueza. |              |                             |                      |                                    |                        |                  |                     |
| 277 | 13           | "Devil's Bargain"           | Eduardo Sánchez      | Eugenie Ross-Leming & Brad Buckner | 8 de fevereiro de 2018 | T13.20563        | 1.81                |
| Após seu confronto com Lúcifer, um Castiel ferido retorna aos Winchesters e os informa de tudo o que aconteceu, incluindo o retorno de Lúcifer. Os Winchesters percebem que a placa dos demônios pode conter o feitiço que o alternativo Kevin Tran usou para reabrir a fenda, e eles colocaram o Profeta Donatello Redfield para trabalhar na tradução. Aprendendo sobre o trabalho de Donatello, Asmodeus coloca Donatello hipnoticamente sob seu controle com uma ordem para informá-lo assim que o feitiço for traduzido. Com Lúcifer se tornando mais humano, ele começa a drenar as graças de outros anjos em um esforço para restaurar as suas forças. Ao longo do caminho, Lúcifer encontra o anjo Anael, disfarçado de uma curandeira chamada Irmã Jo. Lúcifer e Anael formam uma conexão enquanto os Winchesters e Arthur Ketch, trabalhando para Asmodeus, procuram Lúcifer. Lúcifer e Anael são capazes de evitar a tentativa de Arthur de matá-los. Lúcifer, com a promessa de ajudar a fazer novos anjos e restaurar as asas dos anjos vivos, torna-se o governante do Céu novamente com Anael ao seu lado. Após a fuga de Lúcifer, Arthur propõe uma aliança entre ele e os Winchesters para derrotar Lúcifer e a próxima invasão de Michael, revelando seu trabalho para Asmodeus no processo. Os Winchesters admitem relutantemente que precisam de Arthur por enquanto e não sabem que Donatello está sob o controle de Asmodeus enquanto ele traduz o feitiço. Quando Arthur relata sua falha para Asmodeus, Asmodeus revela que ele adquiriu uma Lâmina de Arcanjo, a única arma que pode matar Lúcifer. Depois que Arthur aponta que a lâmina do arcanjo só funciona nas mãos de outro arcanjo, Asmodeus revela que ele fez de prisioneiro o arcanjo Gabriel, que foi considerado morto por quase oito anos.                                                       |              |                             |                      |                                    |                        |                  |                     |
| 278 | 14           | "Good Intentions"           | P. J. Pesce          | Meredith Glynn                     | 1 de março de 2018     | T13.20564        | 1.61                |
| Ao ler a placa dos demônios, o Profeta Donatello Redfield, devido ao seu estado sem alma, é corrompido por seu poder. Como resultado, ele dá aos Winchesters e Castiel o que ele afirma serem os ingredientes para abrir a fenda antes de atacar Sam, que consegue contê-lo. Donatello envia Dean e Castiel atrás de Gog e Magog na tentativa de matá-los, mas a tentativa falha. Com Donatello se recusando a ajudar, Castiel retira as informações de sua mente à força, deixando Donatello com morte cerebral. Castiel justifica que estão travando uma guerra pela própria sobrevivência, revelando que precisam da graça de um arcanjo, um fruto da Árvore da Vida, o selo de Salomão e o sangue de um homem santíssimo. No mundo do Apocalipse, Zachariah tenta e falha em enganar Jack para ajudar os anjos. Trabalhando juntos, Jack e Mary escapam da fortaleza de Michael e são levados por Bobby Singer para uma das poucas colônias humanas que restaram. Bobby revela a Mary a história do Mundo do Apocalipse e a guerra de extermínio que os anjos estão travando, fazendo com que Mary perceba que seu próprio eu alternativo criou este mundo por não fazer o acordo com Azazel e ter Sam e Dean. Jack é exilado assim que sua verdadeira natureza é descoberta, mas Zachariah lidera um ataque à colônia antes que ele possa partir. Jack mata Zachariah e ajuda a repelir o ataque à colônia, ganhando sua aceitação. Jack decide matar Michael a fim de encerrar sua guerra de extermínio e salvar o que restou da raça humana. |              |                             |                      |                                    |                        |                  |                     |
| 279 | 15           | "A Most Holy Man"           | Amanda Tapping       | Andrew Dabb & Robert Singer        | 8 de março de 2018     | T13.20565        | 1.66                |
| Os Winchesters percebem que o sangue de um homem santíssimo provavelmente se refere a um santo e começam a encontrar alguém que tenha sangue de santo. Por meio de uma traficante do mercado negro chamada Margaret Astor, os Winchesters são direcionados a um homem chamado Richard Greenstreet, que afirma ter sangue de santo. Greenstreet se oferece para dar aos Winchesters o sangue de Santo Inácio se eles lhe derem o crânio de São Pedro, que foi recentemente roubado de um mosteiro em Malta por um homem que trabalhava para o chefe da máfia de Seattle, Santino Scarpatti. Depois de descobrir o ladrão assassinado, os Winchesters são presos pelos capangas de Scarpatti, e Scarpatti oferece um acordo onde ele vai pagar a eles uma bela taxa com a qual eles podem comprar o sangue se conseguirem o crânio. Para complicar as coisas, os Winchesters encontram o padre Luca Camilleri, um padre de Malta que busca a caveira por motivos altruístas. Os Winchesters decidem ajudar Luca e descobrem que Margaret Astor assassinou o ladrão para leiloar a caveira para todos os interessados. Sam se junta ao leilão, mas Greenstreet instiga um tiroteio que mata Margaret, Scarpatti e seus capangas. Durante a luta, Luca salva a vida de Dean e os Winchesters descobrem que Greenstreet mentiu sobre ter o sangue do santo. Greenstreet é preso enquanto Luca volta para casa com a caveira. Antes de Luca partir, Sam descobre que ele é um supernumerário protonotário apostólico, um título dado pelo Papa para fazer boas obras. Como resultado, Luca foi declarado "um homem santíssimo" pelo Papa e, a pedido dos Winchesters, deu-lhes seu sangue. Depois disso, Dean mostra pela primeira vez fé que eles terão sucesso. |              |                             |                      |                                    |                        |                  |                     |
| 280 | 16           | "Scoobynatural"             | Robert Singer        | Jim Krieg & Jeremy Adams           | 29 de março de 2018    | T13.20566        | 2.03                |
| Depois que os Winchesters matam um pelúcia que ganhou vida e atacou uma loja de penhores, o grato proprietário dá a Dean uma nova TV de graça. Enquanto testam a TV, os Winchesters são sugados para o episódio favorito de Dean ("A Night of Fright Is No Delight") de Scooby-Doo, Where Are You! seguido logo depois por Castiel. Para a surpresa do grupo, eles descobrem um fantasma real que começa a matar pessoas, e os Winchesters e a gangue Scooby são forçados a se unir para detê-lo. Trabalhando juntos, os Winchesters e a gangue Scooby prendem o fantasma, que se revela um garoto sendo usado por um ganancioso incorporador no mundo real para assustar os relutantes proprietários de lojas. O fantasma ajuda os Winchesters e Castiel a enganar a gangue Scooby, fazendo-os pensar que é um vilão humano antes de devolver os Winchesters e Castiel ao mundo real. Lá, os três colocam o fantasma para descansar e fazem o criminoso ser preso por sonegação de impostos. Antes de ser sugado para dentro do Scooby-Doo, Castiel mostra ter obtido o fruto da Árvore da Vida, trazendo os Winchesters um passo mais perto de seu objetivo de abrir um portal para o Mundo do Apocalipse. Este episódio é um crossover com o episódio "A Night of Fright Is No Delight" de Scooby-Doo, Where Are You! |              |                             |                      |                                    |                        |                  |                     |
| 281 | 17           | "The Thing"                 | John Showalter       | Davy Perez                         | 5 de abril de 2018     | T13.20567        | 1.41                |
| Tendo obtido dois dos ingredientes necessários para abrir um portal para o Mundo do Apocalipse, os Winchesters procuram no arquivo dos Homens de Letras por pistas sobre o Selo de Salomão. Finalmente, Dean descobre registros mostrando que os Homens de Letras encontraram o tesouro do Rei Salomão em Israel em 1917, incluindo o Selo, e o armazenaram em sua casa capitular em Portsmouth, Rhode Island. Os Winchesters são capazes de localizar a casa capitular. Eles encontram uma jovem mulher chamada Sandy Porter, que está presa desde 1925 e não envelheceu nada. Após o ataque de um grupo misterioso, Sam descobre que, em 1925, um homem de letras desonesto chamado Diego Avila abriu uma fenda para outra dimensão e trouxe o deus Yokoth para limpar a Terra. Sandy é na verdade Yokoth que pretende trazer seu companheiro para a Terra no corpo de Dean, e o grupo que atacou são herdeiros de Homens de Letras que têm mantido Yokoth preso. Com a ajuda dos bisnetos de Diego, os Winchesters banem Yokoth de volta à sua dimensão e recebem o Selo de Salomão. Ao mesmo tempo, Arthur Ketch descobre Asmodeus usando a graça de Gabriel para aumentar o poder. Asmodeus reconhece que Arthur busca redenção e o espanca brutalmente. Em retaliação, Arthur resgata Gabriel e rouba a lâmina do arcanjo, trazendo ambos para os Winchesters. Agora com todos os ingredientes de que precisam, os Winchesters abrem uma porta para o Mundo do Apocalipse que vai durar 24 horas, e Dean e Arthur passam para finalmente resgatar Jack e Mary. |              |                             |                      |                                    |                        |                  |                     |
| 282 | 18           | "Bring 'em Back Alive"      | Amyn Kaderali        | Brad Buckner & Eugenie Ross-Leming | 12 de abril de 2018    | T13.20568        | 1.53                |
| No Mundo do Apocalipse, Dean relutantemente trabalha com Arthur Ketch para encontrar Mary e Jack. Para o choque de Dean, ele testemunha um grupo de anjos segurando a versão de realidade alternativa de sua velha amiga Charlie Bradbury em cativeiro. Contra a vontade de Arthur, Dean lança uma missão de resgate para Charlie. Dean revela que ainda tem culpa pelo assassinato de Charlie e Arthur concorda em ajudá-lo. Juntos, os dois homens libertam Charlie, que revela que Mary e Jack estão liderando uma resistência contra Michael. Sem tempo antes que a fenda feche, Dean retorna à sua Terra enquanto Arthur permanece para trás no Mundo do Apocalipse para ajudar a resistência e coordenar o retorno inevitável de Dean com reforços. Ao mesmo tempo, Sam e Castiel tentam ajudar Gabriel, descobrindo que ele fingiu sua morte quando Lúcifer o "matou" para escapar de todas as responsabilidades novamente. Asmodeus eventualmente localiza Gabriel e lidera um ataque ao bunker para recapturá-lo. No entanto, Gabriel se recupera e mata Asmodeus, que prova não ser páreo para o arcanjo enfraquecido. Gabriel escolhe fugir de sua responsabilidade mais uma vez e parte, deixando os Winchesters sem o poder de Gabriel para lutar contra Michael ou sua graça para reabrir a porta para o Mundo do Apocalipse. Ao mesmo tempo, Lúcifer luta em seu novo papel como governante do Céu, acabando por alienar Anael com seu comportamento. |              |                             |                      |                                    |                        |                  |                     |
| 283 | 19           | "Funeralia"                 | Nina Lopez-Corrado   | Steve Yockey                       | 19 de abril de 2018    | T13.20569        | 1.38                |
| Em um esforço para encontrar Gabriel, Castiel visita o céu para obter a ajuda dos anjos. Para a surpresa de Castiel, ele é saudado por Naomi, que se acreditava morta desde a queda dos anjos quase cinco anos antes. Naomi revela que ela sobreviveu, mas seus ferimentos foram tais que ela fingiu sua morte e levou anos para se recuperar. Com o Céu experimentando flutuações de poder, Naomi explica que agora há menos de uma dúzia de anjos restantes, Naomi e Castiel incluídos. O céu em breve se desintegrará e libertará suas almas na Terra, enquanto os anjos se extinguirão se Gabriel, sua única chance, não for encontrado e trazido de volta ao céu. Depois que Castiel sai, Naomi sela o portal até que a situação seja resolvida. Ao mesmo tempo, os Winchesters descobrem que Rowena está usando seus novos poderes para matar humanos e Ceifieros e altera o destino. Rowena revela estar tentando forçar Billie a trazer Crowley de volta devido ao seu remorso pela vida que ele foi forçado a levar quando ela o abandonou. Rowena prova ser incapaz de matar Sam e enfraquece seu poder em um ataque inútil a Billie, que oferece simpatia, mas não trará Crowley de volta. Os Winchesters se convencem de que Rowena pode encontrar a redenção por suas ações e ela concorda em se juntar a eles. Também é revelado que quando Rowena morrer permanentemente, Sam será seu assassino conforme ditado pelo destino. |              |                             |                      |                                    |                        |                  |                     |
| 284 | 20           | "Unfinished Business"       | Richard Speight, Jr. | Meredith Glynn                     | 26 de abril de 2018    | T13.20570        | 1.51                |
| No Mundo do Apocalipse, a resistência de Mary e Jack teve uma série de vitórias contra Michael e seus anjos, fazendo com que Jack se tornasse excessivamente confiante em suas habilidades. Os dois recebem a notícia inesperada de que a fortaleza de Michael foi esvaziada; enquanto procuram com alguns lutadores da resistência, eles descobrem Kevin Tran na masmorra. Kevin revela que ele aperfeiçoou o feitiço da placa dos anjos para abrir a fenda entre os mundos e Michael está se preparando para usá-lo para liderar um exército para o mundo dos Winchesters. Kevin revela que foi deixado para trás como uma armadilha por Michael. Ele se mata em uma explosão que mata todos, exceto Jack e Mary, deixando Jack desanimado como Michael queria. Ao mesmo tempo, Gabriel fica gravemente ferido ao matar o deus nórdico Fenrir. Gabriel, com pouco poder, pede ajuda aos Winchesters para se vingar de Loki que, junto com seus filhos Fenrir, Narfi e Sleipnir, tinha vendido Gabriel para Asmodeus quando Gabriel procurou sua ajuda. Com a ajuda dos Winchesters, que concordam em ajudá-lo em troca de um pouco de sua graça, Gabriel mata Narfi e Sleipnir. Ele então se depara com Loki, que revelou ter feito um acordo com Gabriel para que Gabriel assumisse a identidade de Loki em troca de Gabriel deixar a família de Loki fora do conflito dos anjos. Loki está furioso porque Lúcifer matou Odin anos antes e ele culpa Gabriel pela morte de seu pai. Gabriel mata Loki e concorda em ajudar os Winchesters contra Michael, como prometido. Enquanto os Winchesters só têm que esperar a graça de Gabriel para recarregar para abrir o portal novamente, Dean revela ter superprotegido Sam por medo de perdê-lo novamente, fazendo com que Sam confrontasse Dean.                                                                                     |              |                             |                      |                                    |                        |                  |                     |
| 285 | 21           | "Beat the Devil"            | Phil Sgriccia        | Robert Berens                      | 3 de maio de 2018      | T13.20571        | 1.39                |
| Com Gabriel incapaz de fornecer a graça necessária para abrir uma fenda para o Mundo do Apocalipse, Sam decide capturar Lúcifer e usar sua graça como uma fonte de energia contínua para manter a fenda aberta. Trabalhando juntos, Gabriel e Rowena conseguem capturar Lúcifer. Os Winchesters, Castiel e Gabriel então viajam pela fenda para o Mundo de Apocalipse. No entanto, depois de saber que seu filho está no Mundo do Apocalipse, Lúcifer finalmente se liberta e viaja pela fenda, deixando Rowena lutando para encontrar uma maneira de mantê-la aberta sem Lúcifer para energizá-la. No Mundo do Apocalipse, os Winchesters resgatam dois refugiados de vampiros bestiais e descobrem que o único caminho para o acampamento de Mary e Jack é através de um túnel cheio de criaturas. Embora Dean, Castiel, Gabriel e um dos refugiados, Maggie, consigam, Sam é morto pelos vampiros no processo. Dean, Castiel e Gabriel estão aflitos e finalmente reunidos com Mary e Jack em seu acampamento nas ruínas de Dayton, Ohio, enquanto Sam é inesperadamente ressuscitado por um Lúcifer recarregado. Lúcifer pede a ajuda de Sam para construir um relacionamento com Jack e insiste que eles precisam de sua ajuda para derrotar Michael. Sam relutantemente leva Lúcifer ao acampamento onde Lúcifer encontra seu filho pela primeira vez. |              |                             |                      |                                    |                        |                  |                     |
| 286 | 22           | "Exodus"                    | Thomas J. Wright     | Eugenie Ross-Leming & Brad Buckner | 10 de maio de 2018     | T13.20572        | 1.30                |
| Apesar das objeções dos Winchesters, Jack concorda em ouvir Lúcifer e fica fascinado por Lúcifer, formando um vínculo com ele. Com Mary relutante em abandonar as pessoas que ela passou a se preocupar e apenas trinta e uma horas restantes, Sam e Dean sugerem evacuar as pessoas através da fenda para seu mundo até que eles possam bolar um plano para derrotar Michael de uma vez por todas. Depois de uma votação, todos os resistentes concordam em evacuar, incluindo Bobby Singer. No entanto, Arthur Ketch e Charlie Bradbury caem em uma armadilha de anjo e são capturados antes que o êxodo comece. Enquanto os anjos trazem um Castiel do mal para torturá-los e obter informações, os Winchesters, Jack e Castiel iniciam uma missão de resgate. Eles conseguem resgatar os dois e Castiel mata sua contraparte do mal. Enquanto Rowena luta para manter a fenda aberta, todos começam a passar por ela, apenas para Michael chegar com Sam e Dean finalmente conhecê-lo. Michael derrota Lúcifer e mata Gabriel quando eles tentam segurar Michael e Sam propositalmente coloca Lúcifer no Mundo do Apocalipse. Enquanto todos comemoram no bunker, Lúcifer e Miguel formam uma aliança para reabrir a fenda e conquistar o mundo. |              |                             |                      |                                    |                        |                  |                     |
| 287 | 23           | "Let the Good Times Roll"   | Andrew Dabb          | Robert Singer                      | 17 de maio de 2018     | T13.20573        | 1.63                |
| Enquanto os refugiados do Mundo do Apocalipse começam a se estabelecer e os Winchesters voltam a caçar ao lado de Jack e Castiel, uma das refugiadas, Maggie, aparece morta. Pouco depois, Jack é saudado por Lúcifer, que tenta convencê-lo de que eles deveriam deixar a Terra para encontrar uma nova vida juntos entre as estrelas. Jack faz Lúcifer ressuscitar Maggie, que mais tarde identifica Lúcifer como seu assassino. Ao mesmo tempo, Michael aparece e ataca os Winchesters e Castiel, os quais mal escapam. Com o bunker sob ataque, Mary e Bobby Singer fogem enquanto Sam ora a Jack por ajuda. Jack chega e fere Michael gravemente antes que as ações de Lúcifer sejam reveladas. Desejando apenas o poder de seu filho, Lúcifer rouba a graça de Jack, deixando Jack humano antes de se teletransportar para uma igreja com Jack e Sam. Com Lúcifer agora virtualmente imparável, Dean faz um acordo com Michael onde ele se tornará o recipiente de Michael para lutar contra Lúcifer, mas Dean permanecerá no controle. Desenvolvido por Michael, Dean luta contra Lúcifer, terminando com Dean finalmente matando Lúcifer com a Lâmina do Arcanjo. Com Lúcifer morto, os Winchesters e Jack comemoram apenas para Michael trair seu acordo, assumir o controle total de Dean e partir. |              |                             |                      |                                    |                        |                  |                     |

## Produção
Supernatural foi renovado para a décima terceira temporada pela The CW em 8 de janeiro de 2017. Esta temporada é a primeira temporada a não apresentar Mark A. Sheppard como Crowley desde sua introdução na quinta temporada. Alexander Calvert, que foi apresentado como o Nephilim Jack no final da décima segunda temporada, foi promovido ao elenco regular para essa temporada.

## Recepção

### Resposta da crítica
O site agregador de críticas Rotten Tomatoes relata um índice de aprovação de 100% para a décima terceira temporada de Supernatural, com uma classificação média de 7.87/10 baseada e 7 avaliações.

### Audiência
| №  | Título                      | Exibição original      | Rating/share (18–49) | Audiência (em milhões) | DVR (18–49) | Audiência em DVR (milhões) | Total (18–49) | Audiência total (em milhões) |
| -- | --------------------------- | ---------------------- | -------------------- | ---------------------- | ----------- | -------------------------- | ------------- | ---------------------------- |
| 1  | "Lost and Found"            | 12 de outubro de 2017  | 0.7/3                | 2.10                   | N/A         | N/A                        | N/A           | N/A                          |
| 2  | "The Rising Son"            | 19 de outubro de 2017  | 0.7/3                | 1.90                   | N/A         | N/A                        | N/A           | N/A                          |
| 3  | "Patience"                  | 26 de outubro de 2017  | 0.6/2                | 1.93                   | N/A         | N/A                        | N/A           | N/A                          |
| 4  | "The Big Empty"             | 2 de novembro de 2017  | 0.6/2                | 1.82                   | 0.5         | N/A                        | 1.1           | N/A                          |
| 5  | "Advanced Thanatology"      | 9 de novembro de 2017  | 0.6/2                | 1.71                   | N/A         | N/A                        | N/A           | N/A                          |
| 6  | "Tombstone"                 | 16 de novembro de 2017 | 0.7/3                | 1.89                   | N/A         | N/A                        | N/A           | N/A                          |
| 7  | "War of the Worlds"         | 23 de novembro de 2017 | 0.3/1                | 1.24                   | 0.5         | 1.21                       | 0.8           | 2.45                         |
| 8  | "The Scorpion and the Frog" | 30 de novembro de 2017 | 0.6/2                | 1.73                   | N/A         | N/A                        | N/A           | N/A                          |
| 9  | "The Bad Place"             | 7 de dezembro de 2017  | 0.6/2                | 1.74                   | N/A         | N/A                        | N/A           | N/A                          |
| 10 | "Wayward Sisters"           | 18 de janeiro de 2018  | 0.6/2                | 1.85                   | 0.4         | N/A                        | 1.0           | N/A                          |
| 11 | "Breakdown"                 | 25 de janeiro de 2018  | 0.6/2                | 1.93                   | 0.5         | 1.10                       | 1.1           | 3.03                         |
| 12 | "Various & Sundry Villains" | 1 de fevereiro de 2018 | 0.6/2                | 1.68                   | 0.4         | 0.94                       | 1.0           | 2.62                         |
| 13 | "Devil's Bargain"           | 8 de fevereiro de 2018 | 0.6/2                | 1.81                   | 0.4         | 1.08                       | 1.0           | 2.89                         |
| 14 | "Good Intentions"           | 1 de março de 2018     | 0.6/2                | 1.61                   | 0.4         | 0.97                       | 1.0           | 2.59                         |
| 15 | "A Most Holy Man"           | 8 de março de 2018     | 0.5/2                | 1.66                   | 0.4         | 1.05                       | 0.9           | 2.73                         |
| 16 | "Scoobynatural"             | 29 de março de 2018    | 0.7/3                | 2.03                   | 0.6         | 1.32                       | 1.3           | 3.36                         |
| 17 | "The Thing"                 | 5 de abril de 2018     | 0.4/2                | 1.41                   | 0.4         | 0.97                       | 0.8           | 2.41                         |
| 18 | "Bring 'em Back Alive"      | 12 de abril de 2018    | 0.5/2                | 1.53                   | 0.4         | 0.98                       | 0.9           | 2.51                         |
| 19 | "Funeralia"                 | 19 de abril de 2018    | 0.5/2                | 1.38                   | 0.4         | 0.95                       | 0.9           | 2.36                         |
| 20 | "Unfinished Business"       | 26 de abril de 2018    | 0.5/2                | 1.51                   | 0.4         | 0.99                       | 0.9           | 2.49                         |
| 21 | "Beat the Devil"            | 3 de maio de 2018      | 0.4/2                | 1.39                   | 0.4         | 0.93                       | 0.8           | 2.33                         |
| 22 | "Exodus"                    | 10 de maio de 2018     | 0.4/2                | 1.30                   | 0.4         | 0.85                       | 0.8           | 2.20                         |
| 23 | "Let the Good Times Roll"   | 17 de maio de 2018     | 0.5/2                | 1.63                   | 0.4         | 0.87                       | 0.9           | 2.50                         |

## Lançamento em DVD
| Supernatural: The Complete Thirteenth Season | | | | | |
| Detalhes do DVD | Detalhes do DVD | Detalhes do DVD | Características Especiais | Características Especiais | Características Especiais |
| - 23 episódios - 4 discos - Audio em Inglês (Dolby Digital 5.1 Surround) Português (Dolby Digital 4.0), Francês (Dolby Digital 4.0), Espanhol (Dolby Digital 4.0) - Hard of Hearing Legendas: Inglês - Legendas: Inglês, Português Brasileiro Dinamarquês, Finlandês, Norueguês, Sueco | - 23 episódios - 4 discos - Audio em Inglês (Dolby Digital 5.1 Surround) Português (Dolby Digital 4.0), Francês (Dolby Digital 4.0), Espanhol (Dolby Digital 4.0) - Hard of Hearing Legendas: Inglês - Legendas: Inglês, Português Brasileiro Dinamarquês, Finlandês, Norueguês, Sueco | - 23 episódios - 4 discos - Audio em Inglês (Dolby Digital 5.1 Surround) Português (Dolby Digital 4.0), Francês (Dolby Digital 4.0), Espanhol (Dolby Digital 4.0) - Hard of Hearing Legendas: Inglês - Legendas: Inglês, Português Brasileiro Dinamarquês, Finlandês, Norueguês, Sueco | - Into the Apocalypse: A World Without the Winchesters - Mystery Mash-Up: The Making of Scoobynatural - Winchester Mythology: Nature vs. Nurture - Kansas Performs "Carry On Wayward Son" - Supernatural: 2017 Comic-Con Panel - Comentários em áudio - Cenas deletadas - Erros de gravação | - Into the Apocalypse: A World Without the Winchesters - Mystery Mash-Up: The Making of Scoobynatural - Winchester Mythology: Nature vs. Nurture - Kansas Performs "Carry On Wayward Son" - Supernatural: 2017 Comic-Con Panel - Comentários em áudio - Cenas deletadas - Erros de gravação | - Into the Apocalypse: A World Without the Winchesters - Mystery Mash-Up: The Making of Scoobynatural - Winchester Mythology: Nature vs. Nurture - Kansas Performs "Carry On Wayward Son" - Supernatural: 2017 Comic-Con Panel - Comentários em áudio - Cenas deletadas - Erros de gravação |
| Datas de lançamento | | | | | |
| Região 1 | Região 1 | Região 2 | Região 2 | Região 4 | Região 4 |
| 4 de setembro de 2018 | 4 de setembro de 2018 | 1 de outubro de 2018 | 1 de outubro de 2018 | 5 de setembro de 2018 | 5 de setembro de 2018 |